# Хутір (гурт)
Хутір (пол. Chutir) — фольклорний гурт з Польщі, що виконує пісні інспіровані українським фольклором Буковини, Карпат. Гурт було засновано 1996 року в Гданську. До складу гурту увійшли студенти, нащадки українців переселених з Перемишльщини на північ Польщі в рамках операції «Вісла».    
Учасники гурту почали діяльність зі збирання пісень і мелодій Перемишльщини. У фольклорних експедиціях вони зібрали близько 50  пісень цього регіону. Результатом став випуск першої альбому «По-давньому», виданого на аудіокасетах у 1999 році. Надалі учасники гурту зацікавились фольклором Гуцульщини, Буковини та Закарпаття і записали компакт-диск «Скирта сіна» (1999 рік). Третій альбом «Цицата Ганка» (2001 рік) складався переважно з пісень написаних учасниками гурту, зокрема лідером гурту Богданом Кантором.      
Гурт виступав на багатьох концертах у Польщі та за кордоном. Брав участь у найбільших польських фестивалях, зокрема Przystanek Woodstock (2007), Jarmark Jagielloński w Lublinie(2008), а також заходах української культури в Польщі, між іншими на «Фестивалі української культури» у Сопоті, «Лемківській Ватрі» у Ждині, «Українському Молодіжному Ярмарку» у Гданську, «На Івана Купала» в Дубичах Церковних, Фестивалі української культури UKRAINA VIVA! у Вроцлаві.   
Гурт здобув ІІІ місце на фестивалі народної музики «Єврофолк» (1999), лауреат І премії на Міжнародному фестивалі народної музики «Фолькопрання» (2001), дворазовий лауреат І премії на Українському молодіжному ярмарку у місті Гданськ.        

## Склад гурту
- Петро Гаргай «Саша» — спів, кобза
- Андрій Кузміч — спів, ударні
- Орест Михалик — спів, бас
- Пйотр Куковський — труба
- Мажена Сікала — скрипка
- Богдан Кантор — акордеон
- Богдан Вербовий — ударні

## Дискографія
- «По-давньому» (1999; касета)
- «Скирта сіна» (1999; CD)
- «Цицата Ганка» (2001; CD)